# Erígone
Erigone ou Erígone foi uma filha de Egisto e Clitemnestra.

## Família
Erigone é mais um personagem trágico da Casa de Atreu, marcada por lutas internas. Egisto matou seu tio Atreu, Agamenom matou Tântalo, irmão de Egisto e marido de Clitemnestra, Egisto e Clitemnestra mataram Agamenom e Orestes matou Egisto e sua própria mãe Clitemnestra.

## Antecedentes
Seu pai, Egisto, era filho de Pelópia, filha de Tiestes, e nasceu de um estupro por Tiestes. Sua mãe, Clitemnestra, filha de Leda e Tíndaro, fora esposa de Agamenom, e havia conspirado com Egisto para matá-lo; após a morte de Agamenom, Egisto tornou-se rei de Micenas.

## Princesa de Micenas
Depois que Orestes, filho de Agamenom e Clitemnestra, matou Egisto e a própria mãe e, atormentado pelas fúrias de sua mãe, foi à corte do rei Toas da Táurida, Aletes, filho de Egisto, acreditando que nenhum atrida havia sobrevivido, tomou o poder em Micenas. Porém Orestes retornou, matou Aletes, e só poupou Erigone porque a deusa Ártemis a resgatou, e fez dela uma sacerdotisa na Ática.

## Filho
Orestes e Erígone foram os pais de Pentilo.